# Leptapoderus basalis
Leptapoderus basalis es una especie de coleóptero de la familia Attelabidae.

## Distribución geográfica
Habita en Java, Sumatra (Indonesia).